# Adamit
Az adamit egy cink-arzenát-hidroxid ásvány, melynek képlete: Zn2(AsO4)(OH). Zöld árnyalatban is előfordulhat, amely az ásványi szerkezetben megjelenő réz szubsztitúcióhoz köthető. A cinkolivenit egy nemrégiben felfedezett köztes ásvány, amelynek képlete CuZn(AsO4)(OH). A szerkezetben a mangán, a kobalt és a nikkel szintén helyettesíti a terméket. Az adamitot egy francia mineralógus, Gilbert-Joseph Adam (1795–1881) nevezte el.

## Összetétel
Kémiai összetétel:
- Zn = 56,78%
- As = 26,13%
- H = 0,35%
- O = 27,90%

Az adamitkristályok esetében a legjellemzőbb a halványsárga szín. A színtelen, átlátszó minták igen ritkák. A kristályokat gyakran többféle színárnyalat festi meg, mivel összetételükben különböző szennyeződések vannak jelen.
Az adamitkristályok hossza ritkán haladja meg az egy centimétert, de néhány közülük – például a Mapimí-medence területéről, mely Mexikó északi részén található – 2,5 centiméternél is hosszabb lehet.

## Lelőhelye
A látványos sárga-világos és mész-zöld színű kristályok, valamint a fluoreszkálás képessége miatt az adamit az ásványgyűjtők egyik nagy kedvence. Másodlagossága miatt kisebb mennyiségben fordul elő az ércek üledékes területein. Először 1866-ban az Atacama sivatagban (Chile) bukkantak rá.
Ismert lelőhelyei fellelhetőek Oroszországban (Dalnyegorszk), Algériában, Mexikóban (Mapimí), Törökországban, Görögországban és Franciaországban, valamint Németországban a Fekete-erdőben.

## Képek

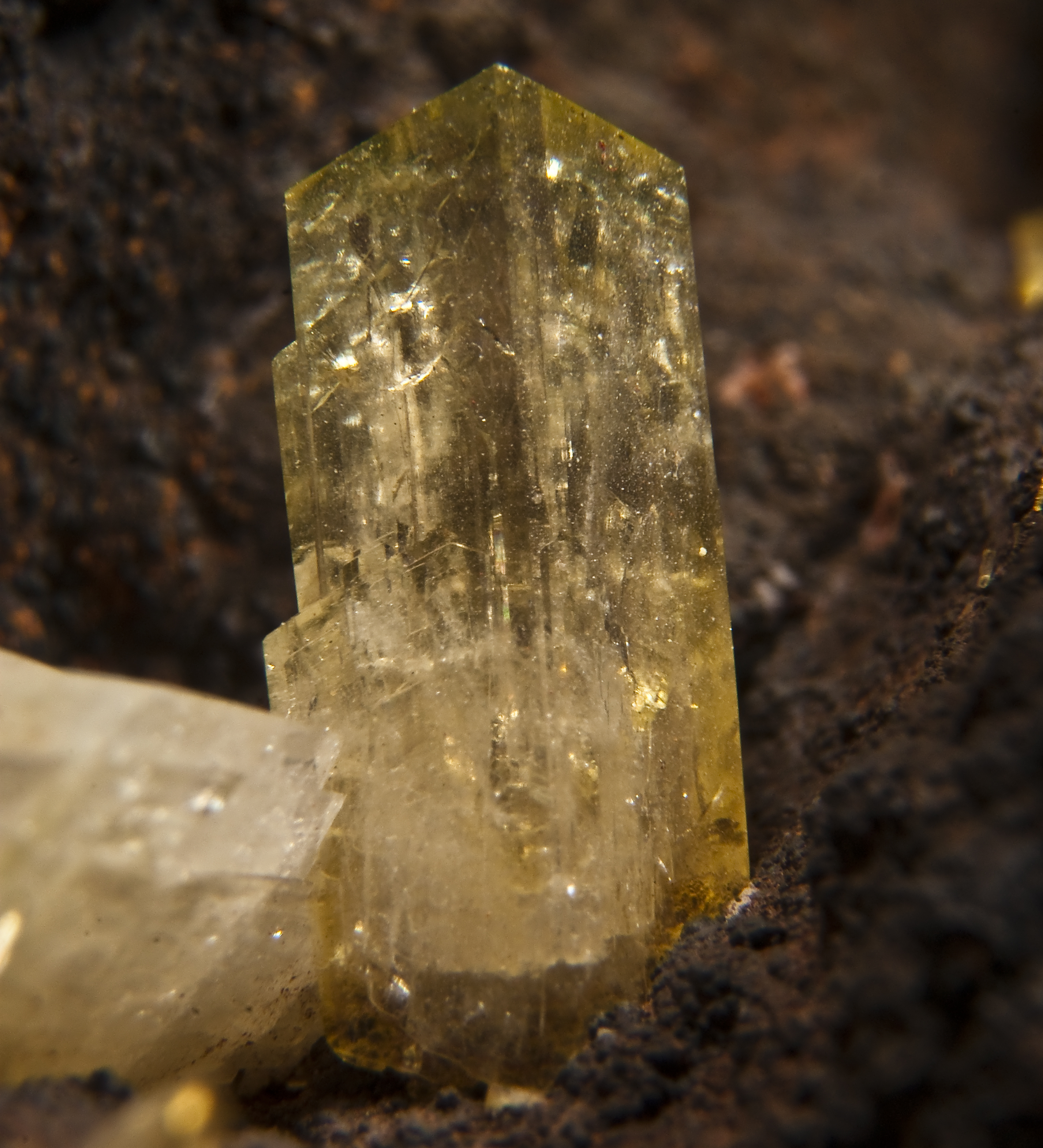
Adamit Mexikóból
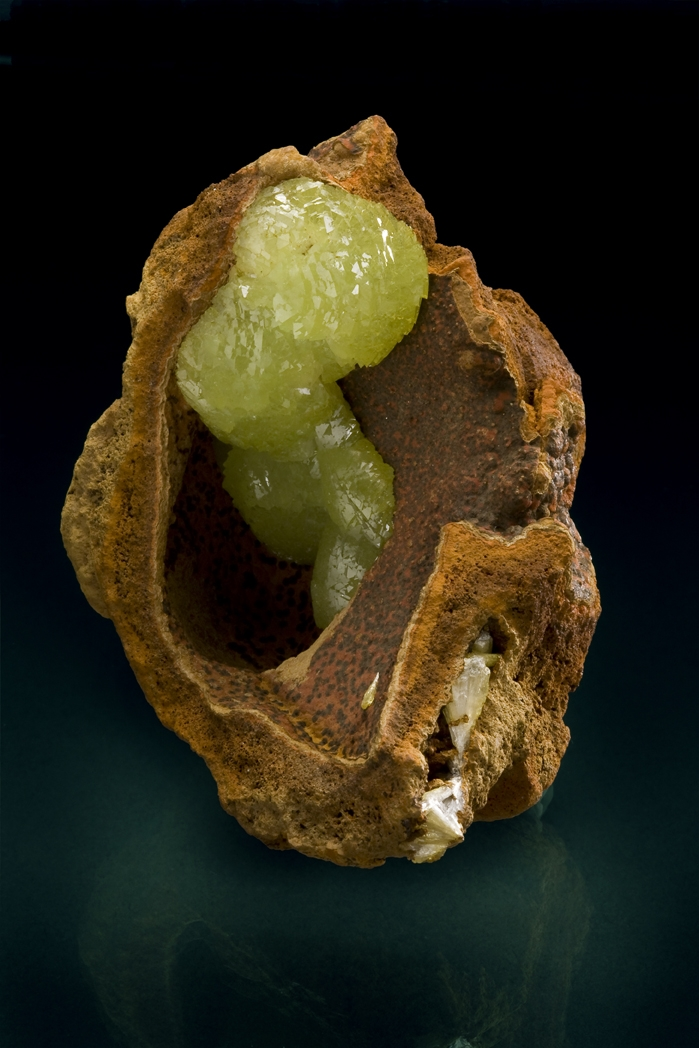
Egy nagyon vonzó adamit klasszikus stílusban Mexikóból
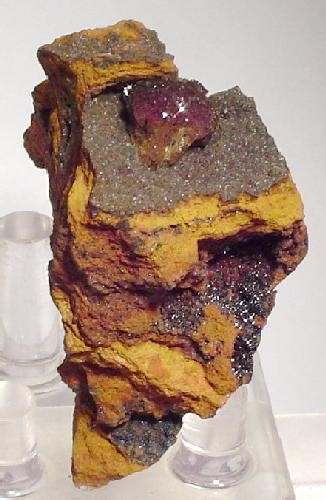
Rózsaszín adamit